# Lars J:son Nutti
Lars J:son Nutti, född 3 juni 1933, död 18 september 2019, var en svensk målare bosatt i Porjus där han hade sin ateljé. Hans produktion karakteriserades av samekulturens formspråk i djärv färgskala. Lars J:son Nutti utförde monumentalmålningar i Jokkmokks kulturhus Ájtte.